# 지노 바넬리
지노 바넬리(Gino Vannelli, 1952년 6월 16일 ~ )는 캐나다의 록 가수이자 작곡가로 70-80년대에 다수의 히트곡이 있다. 가장 잘 알려진 싱글로 〈I Just Wanna Stop>(1978년), <Living Inside Myself>(1981년), <Wild Horses>(1987년) 등이 있다.

## 음악 경력
지노 바넬리는 캐나다 퀘벡의 몬트리얼의 이탈리안계 가정에서 태어났다. 아버지 조셉 루스 바넬리는 몬트리얼에서 트럼펫 주자인 빅스 벨에어와 메이나드 퍼거슨의 댄스 밴드에서 노래했었다. 지노는 진 크루파와 버디 리치를 흠모하며 드러머가 되고 싶어했고 고등학교 때 팝 밴드에서 드럼을 연주하기도 했다. 1969년 17세 때 그는 RCA 레코드와 밴 엘리라는 이름으로 계약을 맺었다. 몬트리얼의 맥길 대학교에서 음악 이론을 공부했다.
바넬리는 형제인 조와 1972년 로스 엔젤레스로 이주했다. 매우 어려운 형편으로 돈 한푼 없던 그는 A&M 레코드사의 주차장에서 혹시라도 음반 계약을 맺을 수 있을까 하여 몇 시간씩 기다리곤 했는데 A&M의 공동 소유주인 허브 앨퍼트가 마침내 나타났을 때 그는 달려갔고 경비원들이 따라붙는 가운데 데모 테이프를 전달했다. 앨퍼트는 지노와 계약을 맺었고 그렇게 하여 데뷔 앨범 《Crazy Life》가 1973년 여름에 발매된다.
지노 바넬리는 TV 댄스 프로그램인 소울 트레인에 두 번째로 출연한 백인 가수이기도 하다 (첫 번째는 1972년 1월에 나왔던 데니스 코페이다). 1974년 그는 스티비 원더의 투어에 초청받기도 했다.
바넬리는 A&M에서 1976년 앨범 《Gist of the Gemini》를 발매하고 계속하여 1978년 《Brother to Brother》 앨범을 내놓았는데 여기의 담긴 싱글 〈I Just Wanna Stop>이 빌보드 매거진 차트 4위에, 캐나다에서는 1위에 올랐고 그래미 어워드의 후보로도 선정되었다. 후속 앨범인 《Nightwalker》의 <Living Inside Myself>도 톱 10 히트곡이 되었다.
1975년 주노 어워드에서 '가장 촉망받는 남성 가수상'을 받았고 1976년과 1979년에 주노 어워드에서 '최우수 남성 가수상'을 받았다. 그는 형제인 조와 함께 이 시기 동안 음악적 파트너로 활동하였고 1979년 주노에서 《Brother to Brother》 앨범에 수여한 '최우수 프로덕션상'을 조와 함께 받았다.
1985년 싱글 <Black Cars>와 <Hurts to Be in Love>, 1987년 <Wild Horses>도 성공을 거두었는데 1979년 월드 투어 이후 바넬리는 1980년대 내내 매우 드문드문 활동을 했다.
90년대에 재즈팝 스타일에서 벗어난 바넬리는 어쿠스틱 재즈 스타일의 앨범 두 장,  《Yonder Tree》(1995년)과 《Slow Love》(1997년)을 내놓았다. 네덜란드의 재즈 피아니스트인 닐스 란 도키의 앨범 《Hitek Hiku》의 제작을 담당했던 후에 바넬리는 서양 클래식 음악 스타일로 돌아가신 아버지를 위한 곡 <Parole Per Mio Padre (Words For My Father)>를 만들었고 슈베르트의 스타일로 곡을 썼다. 이 곡에 관심을 가진 교황 요한 바오로 2세는 바티칸에서의 공연에 초청했고 이 공연은 유럽 전역에 TV 방송되었는데 이것을 본 BMG 레코드사의 사장은 바넬리에게 그런 스타일로 컨템포러리 클래식 음반 제작을 해달라고 했다. 그렇게 하여 2003년 BMG에서 나온 앨범 《Canto》는 영어, 이탈리아어, 스페인어, 불어로 쓰인 곡들이 담겼는데 팬들과 바넬리 자신은 이 앨범을 자신이 만든 가장 탁월한 음악적 작품중 하나라고 여긴다.
2008년 바넬리는 보스톤 캘틱이 진행한 NBA 챔피온십에 있어 일종의 상징과도 같은 존재가 되었다. 2008년 시즌에서 홈팀이 승리할 때마다 TD 뱅크노스 가든 경기장에서는 딕 클라크의 <American Bandstand>를 틀었는데 그 영상에서 수염난 디스코 댄서가 꽉 끼는 지노 바넬리 티셔츠를 입고 춤을 추는 모습이 있었다. 이 전통은 보스톤에서 "지노 타임스"로 알려졌고 켈틱 경기에 지노 티셔츠를 입고 오는 이들은 보는 것은 흔한 일이 되었다. 2008년 <월 스트리트 저널>은 지노 티셔츠를 입고 춤추는 댄서는 조셉 R. 마소니이며 1990년 34세에 폐렴으로 사망했다는 기사를 내기도 했다.
2008년 바넬리의 곡 <People Gotta Move>는 네덜란드의 TV와 라디오 광고에 쓰여지면서 네덜란드에서 유명해 지기도 했다.
2014년 5월 13일 바넬리가 L.A.에서 했던 공연이 소노 레코딩 그룹을 통해 CD와 DVD로 출시되었다. 이 공연은 2013년 11월 8일 로스 엔젤레스의 역사 깊은 세반 씨에터에서 녹음되었고 이는 15년만에 로스 엔젤레서에서의 공연이었다. 이 공연에서 처음으로 바넬리 삼형제가 함께 했다 (로스 바넬리가 제작자이자 편집, 믹싱을 맡았다).
지노 바넬리는 오레곤의 트라우트데일에 거주하고 있으며 음악 교사로 일하며 북미에서 계속 공연을 하고 있다.

## 수상 경력
- 그래미 어워드 후보, 〈I Just Wanna Stop>, 1978년
- 주노 어워드, 최우수 남성 아티스트상, 1976년, 1979년
- 주노 어워드, 이 해의 레코딩 엔지니어상 (조 바넬리와 함께 수상), 1986년, 1987년, 1991년

## 정규 음반
| Crazy Life                                                                   | - 1973년 - 레이블: A&M                  | —  | —  | —  | —  | —  | —  | —  | —   |                                       |
| Powerful People                                                              | - 1974년 - 레이블: A&M                  | 60 | 54 | —  | —  | —  | 11 | —  | 60  | - 캐나다: 골드                        |
| Storm at Sunup                                                               | - 1975년 - 레이블: A&M                  | 45 | —  | —  | —  | —  | —  | —  | 66  | - 캐나다: 골드                        |
| The Gist of the Gemini                                                       | - 1976년 - 레이블: A&M                  | 14 | —  | —  | —  | —  | 4  | —  | 32  | - 캐나다: 골드                        |
| A Pauper in Paradise                                                         | - 1977년 - 레이블: A&M                  | 29 | —  | —  | —  | —  | —  | —  | 33  |                                       |
| Brother to Brother                                                           | - 1978년 - 레이블: A&M                  | 3  | 78 | —  | —  | —  | 43 | —  | 13  | - 캐나다: 플래티넘 - 미국: 플래티넘   |
| Nightwalker (Gino Vannelli album)\|Nightwalker                               | - 1981년 - 레이블: Arista               | 18 | —  | —  | —  | —  | —  | 20 | 15  | - 캐나다: 골드                        |
| The Best of Gino Vannelli                                                    | - 1980년 - 레이블: A&M                  | —  | —  | —  | —  | —  | —  | —  | 172 |                                       |
| Black Cars                                                                   | - 1984년 - 레이블: Polydor              | 17 | —  | —  | —  | —  | 27 | 29 | 62  | - 캐나다: 플래티넘                    |
| Big Dreamers Never Sleep                                                     | - 1987년 - 레이블: Polydor              | 18 | 31 | 40 | 62 | 15 | 31 | 11 | 160 | - 캐나다: 골드                        |
| Inconsolable Man                                                             | - 1990년 - 레이블: Polydor              | 62 | —  | —  | —  | —  | 76 | —  | —   |                                       |
| Live in Montreal                                                             | - 1991년 - 레이블: Vie                  | —  | —  | —  | —  | —  | 69 | —  | —   |                                       |
| Yonder Tree                                                                  | - 1995년 - 레이블: Mercury              | —  | —  | —  | —  | —  | —  | —  | —   |                                       |
| Slow Love                                                                    | - 1998년 - 레이블: Mercury              | —  | —  | —  | —  | —  | —  | —  | —   |                                       |
| The North Sea Jazz festival 2002                                             | - 2002년 - 레이블: BMG                  | —  | —  | —  | —  | —  | —  | —  | —   | & the Metropole Orchestra, Live album |
| Canto                                                                        | - 2003년 - 레이블: BMG                  | —  | —  | —  | —  | —  | —  | —  | —   |                                       |
| These Are the Days                                                           | - 2006년 - 레이블: Hip-O                | —  | —  | —  | —  | —  | 93 | —  | —   |                                       |
| A Good Thing                                                                 | - 2009년 - 레이블: CMM                  | —  | —  | —  | —  | —  | 33 | —  | —   |                                       |
| Stardust in the Sand                                                         | - 2009년 - 레이블: ZYX Music            | —  | —  | —  | —  | —  | —  | —  | —   | - A book including CD                 |
| Live in LA                                                                   | - 2015년 - 레이블: SoNo Recording Group | —  | —  | —  | —  | —  | —  | —  | —   |                                       |
| Wilderness Road                                                              | - 2019년 - 레이블: SoNo Recording Group | —  | —  | —  | —  | —  | —  | —  | —   |                                       |
| "—" denotes items that did not chart or were not released in that territory. |                                         |    |    |    |    |    |    |    |     |                                       |